# Tom Ford
Pour les articles homonymes, voir Ford (homonymie).
Cet article concerne le styliste américain. Pour la chanson de Jay-Z, voir Tom Ford (chanson).
Tom Ford, né Thomas Carlyle Ford le 27 août 1961 à Austin (Texas), est un styliste et réalisateur américain.
Dans le milieu des années 1990 il rencontre un succès international en s'inspirant de l'esthétique développée par Gianni Versace, et en propulsant avec Carine Roitfeld, le porno chic comme image d'une maison de mode : il va transformer le vieux maroquinier italien Gucci en une entreprise luxueuse et sexy de premier plan. Il cumule ensuite dans les années 2000, avec moins de succès, la responsabilité de la création du prêt-à-porter pour la marque Yves Saint Laurent. Il est depuis 2005 à la tête de Tom Ford (en), une ligne de vêtements, de parfums, de maroquinerie et de lunettes de soleil portant son nom.
Exerçant des fonctions bien plus larges que « styliste », son travail de l'image et du marketing au sein de Gucci a été source d'inspiration dans les années suivantes pour de nombreuses maisons de mode souhaitant revenir sur le devant de la scène.
Il est également réalisateur de cinéma, avec A Single Man en 2009 et Nocturnal Animals en 2016.

## Biographie
Tom Ford grandit à Santa Fe au Nouveau-Mexique, il ne se destinait pas à travailler dans la mode, il envisageait d'être acteur, cependant, après l'avoir affirmé à plusieurs reprises, Tom Ford à toujours eu un intérêt prématuré pour l'art. À dix-huit ans, il part étudier l'histoire de l'art à l'université de New York, prend des cours de théâtre et apparait dans des spots publicitaires télévisés. En 1980, il quitte l'école et déménage à Los Angeles, mais ne correspond pas au canon du californien blond, aussi commence-t-il des études d'architecture bioclimatique à Otis-Parsons à Los Angeles, intéressé par l'architecture et le design intérieur. En 1983, il est accepté à la Parsons School of Design à New York, études qu'il poursuit à l'École Parsons à Paris les deux années suivantes. Les six mois suivants, il effectue un stage en entreprise, au service presse, chez Chloé, celui-ci sera déterminant pour l'orientation de sa carrière vers le stylisme. Il deviendra ainsi un styliste et un homme d'affaires reconnu. 

### Les années Gucci

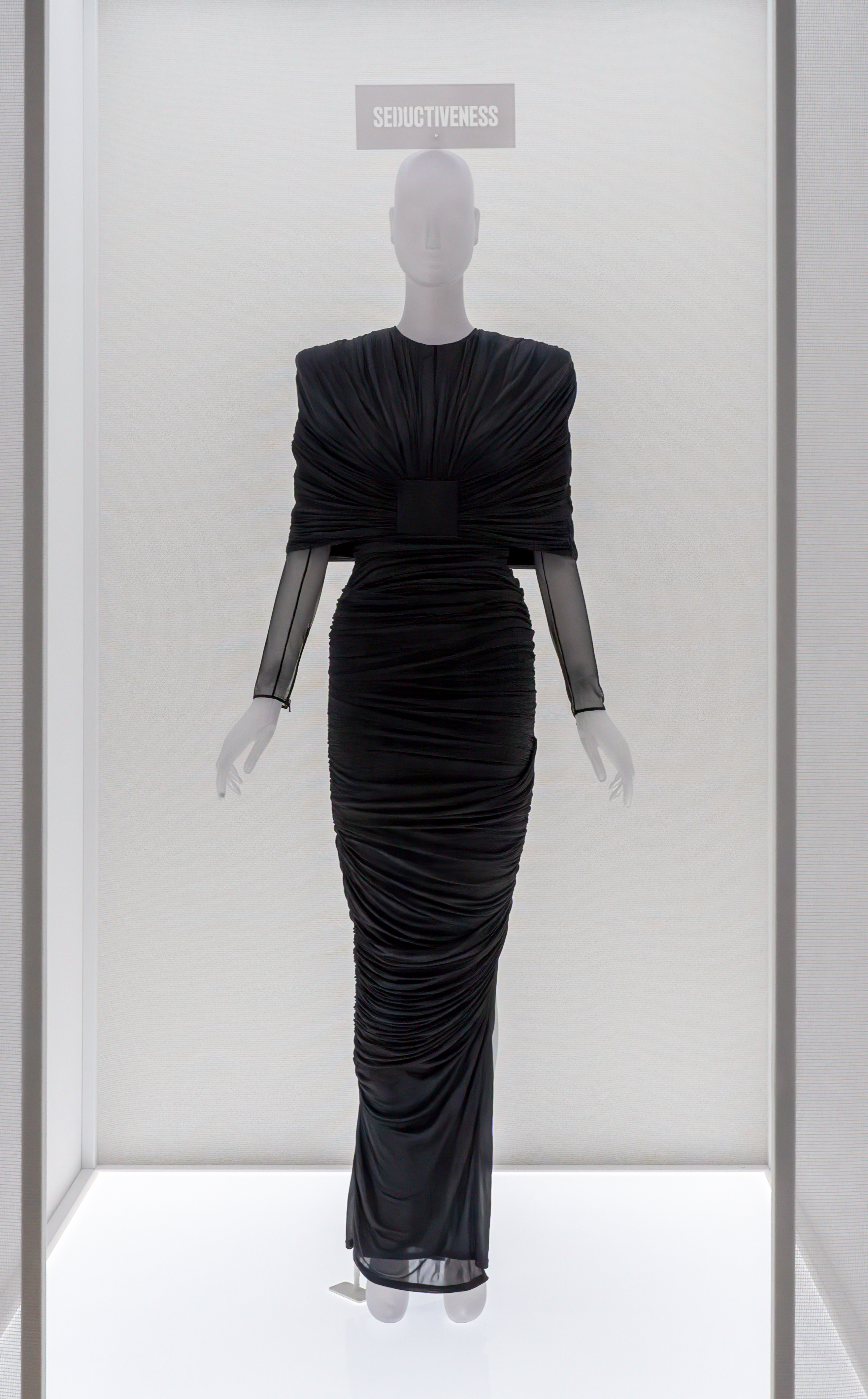
Produit de Tom Ford: Robe au Musée de l'Art Métropolitain

En 1990, il entre chez Gucci comme designer, il devient par la suite le directeur artistique de la marque. il affirme alors son style à travers des modèles très appréciés, remettant au goût du jour les modèles des années 1950, du petit haut en satin au fameux smoking pourpre et contribue ainsi, avec l'appui de Domenico De Sole, à redonner de l'éclat à Gucci, proche de la banqueroute lorsqu'il l'avait rejointe. Madonna, Bianca Jagger ou encore Gwyneth Paltrow s'affichent en Gucci, ce qui bien évidemment relance la marque et lance définitivement le styliste américain ; le porno chic sera sa quête, Carine Roitfeld et Mario Testino ses armes. Il transforme l'ancien maroquinier vieillissant Gucci en une marque sexy : il renouvelle l'image, la communication, les licences, les boutiques, les gammes d'accessoires, faisant oublier la triste maroquinerie des années 1980 au profit d'un prêt-à-porter qu'il amènera au sommet de la mode mondiale. Il quittera en 2004 la maison Italienne lorsque celle-ci est rachetée par le groupe Pinault-Printemps-Redoute (aujourd’hui rebaptisée Kering).

### Les années YSL
En mars 1999, François Pinault, via son groupe Pinault-Printemps-Redoute et son holding Artémis, se porte acquéreur le même jour des maisons de couture Yves Saint Laurent et Gucci pour fonder le groupe Gucci, court-circuitant les plans d'acquisition du groupe de luxe LVMH. Tom Ford, souhaitant conserver son pouvoir, a mis tout son poids dans la balance pour cette transaction, menaçant de quitter Gucci si LVMH en devenait propriétaire. YSL intègre le Gucci Group, et Tom Ford, tout en continuant ses activités de directeur de la création chez le maroquinier italien, devient « directeur du pôle Création et Communication de Yves Saint Laurent Couture », sous la responsabilité de Domenico de Sole l'ancien avocat. Déficitaire, la haute couture est séparée et reste sous la direction du tandem Pierre Bergé - Yves Saint Laurent,. Il y a maintenant deux pôles au sein de la confection d'YSL : Yves Saint Laurent Haute couture dont le grand couturier s'occupera jusqu'en 2002, et Yves Saint Laurent Couture, en fait le prêt-à-porter de luxe rive gauche et les accessoires, sous la mainmise de Tom Ford, aidé entre autres de Prudence Millinery. Alber Elbaz au prêt-à-porter féminin, puis Hedi Slimane à l'homme, quittent la maison.
Dès le début, essayant d'appliquer ses recettes de provocation du porno chic à l'ancienne maison de couture, les collections du texan sont un échec,. Défilé après défilé, les critiques se font entendre, des médias ou en interne. Yves Saint Laurent ne reconnait pas son héritage dans le travail de Tom Ford, et le fait savoir publiquement.
Son activité de directeur artistique chez Gucci étant toujours reconnue, il est élu en 2000 meilleur designer international lors de la première cérémonie des VH1/Vogue Awards à New York. Mais son défilé de l'année suivante, le premier pour rive gauche homme, reçoit encore des critiques négatives. Pourtant, peu à peu, avec ce qui sera ses dernières collections chez YSL, Tom Ford rencontre un succès d'estime à défaut d'un succès commercial. En 2001, il reçoit de nombreuses récompenses, et l'année suivante le prix du meilleur designer, pour la gamme d'accessoires YSL, par le renommé Conseil des créateurs de mode américains. La marque multiplie le nombre de boutiques par quatre, mais les ventes ne sont pas au rendez-vous, et les lancements de nouveaux parfums, sources de revenus importants, ne fonctionnent pas.
En 2003, les tensions entre le duo Tom ford - Domenico de Sole et PPR se font de plus en plus sentir, la renégociation du contrat de Tom Ford devient houleuse,, les deux parties n'arrivant pas à trouver un terrain d'entente. Si son action chez YSL obtient un bilan plus que mitigé venant de la presse, son historique chez Gucci reste spectaculaire, mais il se dit obligé de partir. La presse et les grands acheteurs s'inquiètent, craignant la chute de Gucci en cas de départ de Tom Ford.
Finalement, il quitte Gucci et YSL en avril 2004 après les défilés prêt-à-porter, de Milan puis Paris : il présente une dernière collection dite « Chinoise », et est salué par ses pairs Valentino, Alexander McQueen, mais également Stella McCartney.

### Retour aux États-Unis
Il rejoint finalement la maison Estée Lauder, pour laquelle il dirige la création d'une nouvelle ligne de produits de beauté.
Tom Ford lance aux États-Unis sa propre ligne de vêtements luxueux, et a même ouvert un premier magasin à New York.
En 2008, Tom Ford est choisi pour créer les costumes du célèbre agent secret James Bond dans le film Quantum of Solace ainsi que dans Skyfall plus tard.

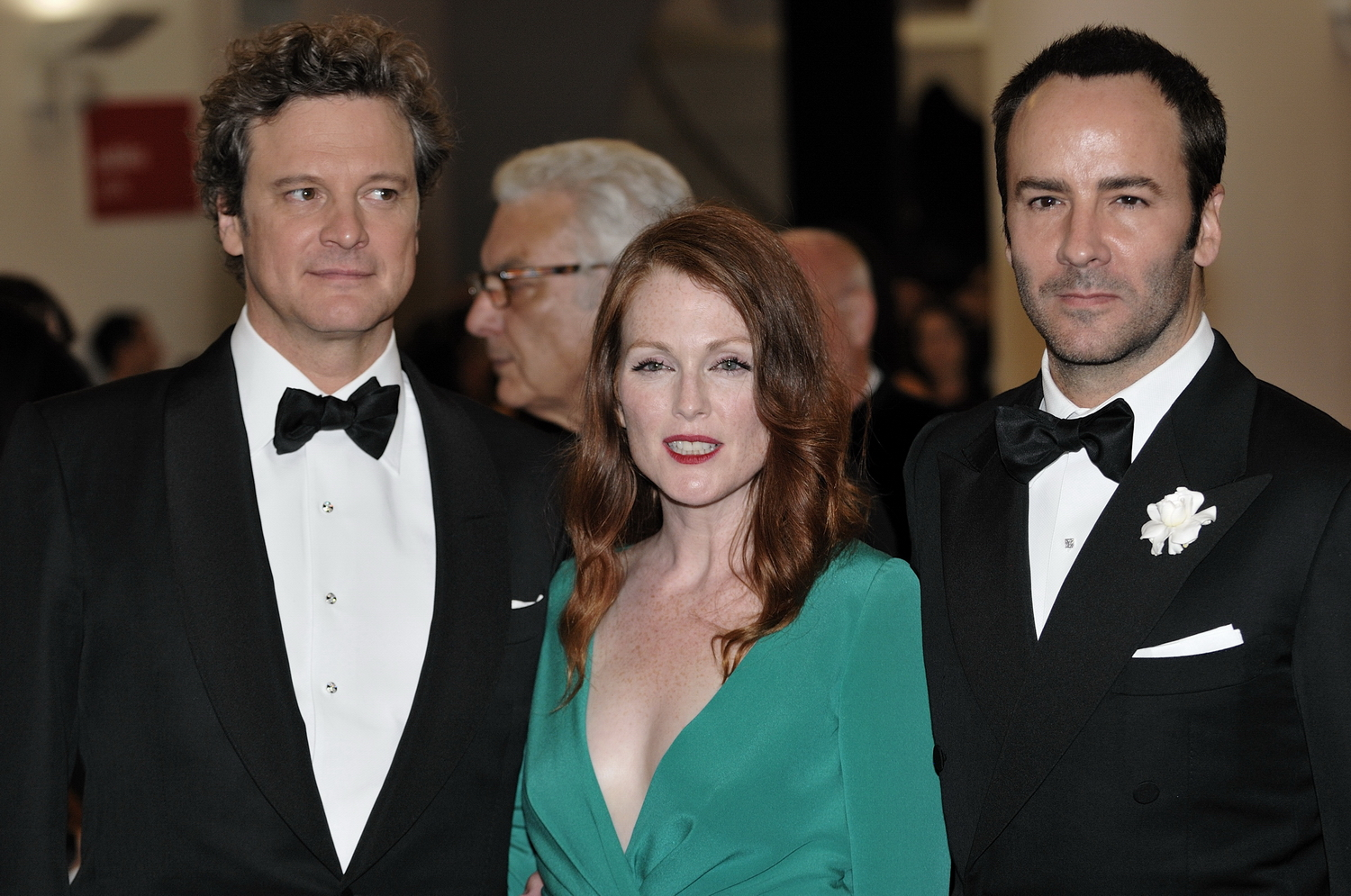
Le cinéaste à la Mostra de Venise 2009, aux côtés de ses acteurs Julianne Moore et Colin Firth, têtes d'affiche de A single man.

En 2009, Tom Ford réalise son premier film, adapté d'un roman du Britannique Christopher Isherwood : A single man. Le film, présenté à la Mostra de Venise, vaut à Colin Firth le prix d'interprétation masculine. L'année suivante, alors que Vogue Paris invite chaque année une personnalité pour son numéro de décembre, c'est Tom Ford qui devient, le temps d'un numéro, le sujet et contributeur du magazine français
En 2011, il est classé comme étant la 28e personne la plus influente du monde par le Time 100. Cette année-là, Tom Ford soulève de nombreuses critiques, ne voulant présenter ses collections qu'à quelques invités sélectionnés et surtout sans photo, comme il l'avait fait l'année précédente, ; bien que soutenu dans cette initiative par quelques-uns, dont l'influente Franca Sozzani, il reçoit durant les mois suivants des commentaires négatifs à peine masqués comme celui de la respectée Cathy Horyn, de Amy Odell qui offre à ses lecteurs un avis plus tranché, ou celui très acerbe de Virginie Mouzat : « Commence ainsi ce qui va lentement tourner au cauchemar. Dès les premiers passages, on est frappé par l’apparence démodée d’une collection façon Gucci d’il y a plus de dix ans. […] la collection Tom Ford fait de sa cliente une professionnelle… de la vulgarité. Tom Ford, ce pape du glam, fût-il porno-chic, embarrasse. Les minutes qui vont suivre enfoncent ce pénible fashion faux pas. Tom Ford apparaît. S’avance. Et reste là demandant aux gens de se lever. Mais tout le monde regarde ses pieds. […] Sauf qu’ici on ne se lève toujours pas. ».
En 2013, le rappeur américain Jay-Z lui rend hommage dans la chanson Tom Ford. La même année, il participe au clip vidéo de Queenie eye de Paul McCartney. En 2014, il a un premier petit garçon nommé Jack avec l'aide d'une mère porteuse Alexander John Buckley Ford, avec son mari Richard Buckley.
En octobre 2015, une vidéo comprenant la participation de Lady Gaga sort pour promouvoir la collection été 2016 de la marque.
L'année suivante sort le deuxième long-métrage de Tom Ford, Nocturnal Animals, qui remporte notamment le Grand Prix du jury à la Mostra de Venise 2016. Ce thriller est porté par un casting composé, entre autres, de Amy Adams, Jake Gyllenhaal, Aaron Taylor-Johnson, Isla Fisher, Armie Hammer, Laura Linney, Andrea Riseborough, Michael Sheen et Jena Malone.
Il soutient Hillary Clinton lors de l'élection présidentielle de 2016.
En 2019 Tom Ford est élu président du Council of Fashion Designers of America (CFDA), la plus haute instance de la mode américaine ; il succède dans ce rôle à la créatrice Diane von Fürstenberg.
En 2023, le styliste annonce le rachat de son entreprise par le groupe Estée Lauder pour plus de deux milliards de dollars. À la suite de cette séparation, Tom Ford expose le 27 avril la dernière collection féminine de sa marque.

## Distinctions
Tom Ford est plusieurs fois récompensé par le Conseil des créateurs de mode américains au cours de sa carrière : pour la première fois en 1995, avec le prix « International Designer of the Year Award ». Il reçoit en 2001 le prix du vêtement féminin (« Womenswear Designer of the Year »), l'année suivante pour son rôle dans la maison Yves Saint Laurent avec le prix « Accessory Designer of the Year » et en 2008 celui du meilleur vêtement masculin (« Menswear Designer of the Year »). 
Plusieurs stylistes dont Tom Ford, tentent de varier et d'innover avec de nouvelles façons de démontrer leur défilé. Tom Ford a récemment fait son défilé sous forme de vidéo. Il met aussi dans la plupart de ses défilés l'accent sur le féminisme et le «pussy power» pour désigner le pouvoir féminin.

## Filmographie

### Réalisateur, scénariste et producteur
- 2009 : A Single Man
- 2016 : Nocturnal Animals
- 2026 : Cry to Heaven

### Acteur
- 2002 : Zoolander : lui-même

### Costumier
- 2008 : Quantum of Solace de Marc Forster (création des costumes)
- 2012 : Skyfall de Sam Mendes (création des costumes)

## Distinctions
- Festival du film de Hollywood 2016 : Prix du meilleur espoir réalisateur pour Nocturnal Animals[46]
- Mostra de Venise 2016 : Grand Prix du jury pour Nocturnal Animals
- Golden Globes 2017 : nomination comme meilleur réalisateur et meilleur scénariste pour Nocturnal Animals
- Queer Lion à la Mostra de Venise 2009 pour A Single Man.
- Grand Prix de l’Union de la critique de cinéma (UCC) pour A Single Man.
- BAFTA Awards 2010 : Meilleur acteur pour Colin Firth, dans A Single Man.
- Nomination pour l'Oscar du meilleur acteur pour Colin Firth dans A Single Man.
- Nomination au Golden Globe du meilleur acteur dans un film dramatique pour Colin Firth dans A Single Man.